# Hermann Seuffert
Hermann Seuffert, född 28 augusti 1836 i Ansbach, död 23 november 1902 i Bonn, var en tysk jurist; son till Johann Adam von Seuffert.
Seuffert blev 1861 juris doktor och privatdocent i München, 1868 extra ordinarie professor där, 1872 professor i Giessen, 1879 i Breslau och 1890 i Bonn. Han intog en framskjuten ställning inom den moderna tyska kriminalistskolan. Han var mångårig medarbetare i "Zeitschrift für die gesammte Strafrechtswissenschaft" och författade dessutom bland annat Über einige Grundfragen des Strafrechts (där han ännu intar en äldre ståndpunkt, 1886), Was will, was wirkt, was soll die staatliche Strafe? (1897), Anarchismus und Strafrecht (1899), Ein neues Strafgesetzbuch für Deutschland (1902), liksom framställningen av den tyska straffrätten i "Die Strafgesetzgebung der Gegenwart", I (1894).